# Franz Xaver Luschin

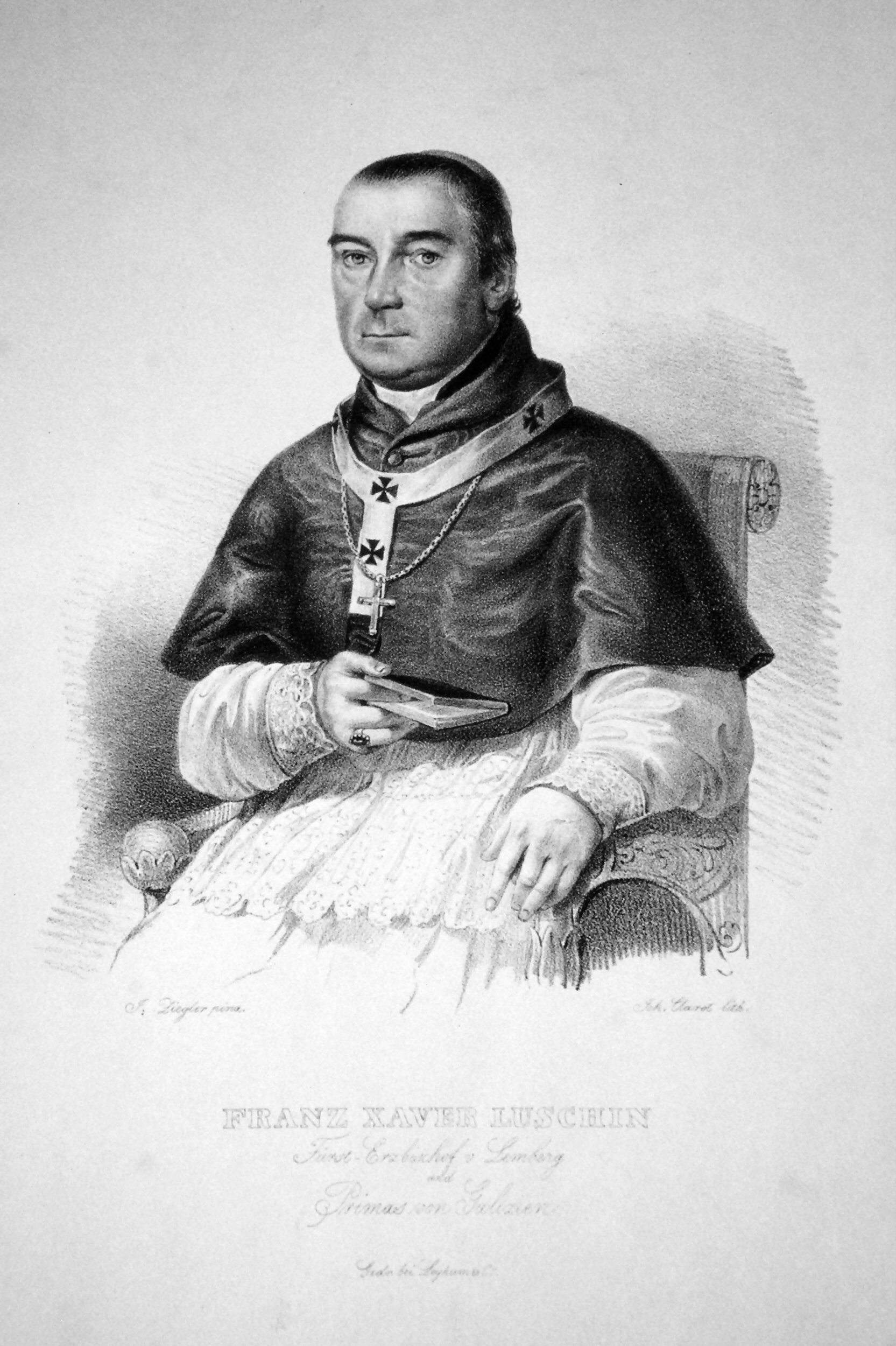
Franz Xaver Luschin als Erzbischof von Lemberg. Lithographie von Johann Baptist Clarot. ca. 1835

Franz Xaver Luschin, (auch Franc Ksaver Lušin (Frančišek Ksaverij, Francesco Saverio); * 3. Dezember 1781 in Hum/Hum bei Tainach, Kärnten; † 2. Mai 1854 in Görz, Österreichisches Küstenland) war ein römisch-katholischer Theologe und Geistlicher im Kaisertum Österreich. Er war Fürstbischof von Trient (1824–34), Erzbischof von Lemberg (1834–35), Fürsterzbischof und Metropolit von Görz sowie Primas von Illyrien (1835–54).

## Leben

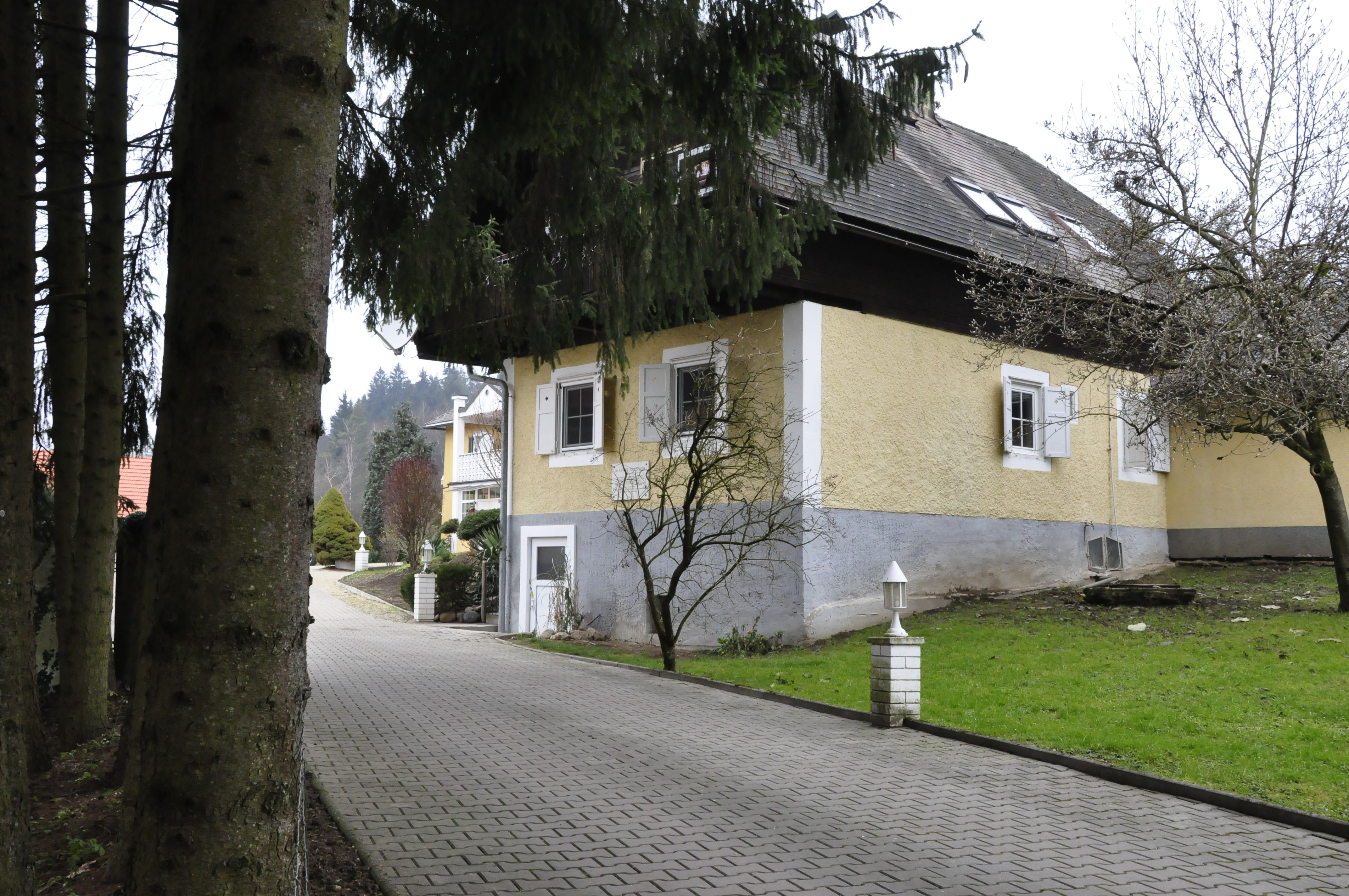
Sonnenhof, Geburtshaus von Franz Xaver Luschin, in Hum 18, Marktgemeinde Grafenstein, Bezirk Klagenfurt-Land, Kärnten, Österreich

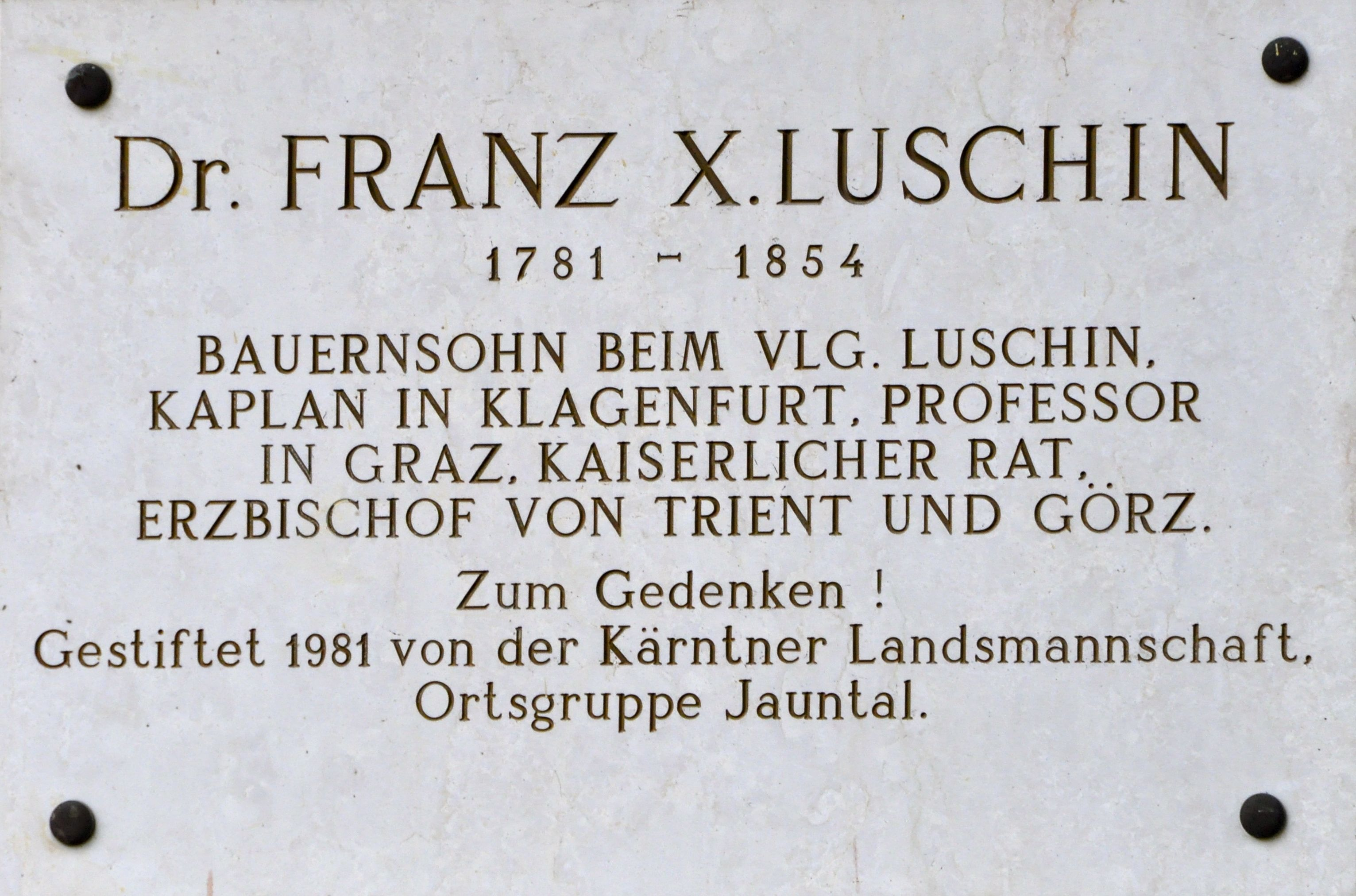
Gedenktafel am Geburtshaus

### Werdegang
Luschin entstammte einer kärntnerslowenischen Familie vom gleichnamigen bäuerlichen Anwesen Lušin in Hum 18, heute Gemeinde Grafenstein (Kärnten), Pfarre Tainach.
Er besuchte auf Anraten des Lehrers Joseph Wedenig (Jožef Bedenik) und des Kaplans Punschart (Janez Punčart) die Normalschule und das Gymnasium in Klagenfurt. In den Folgewirren der Französischen Revolution unterbrach er für zwei Jahre seine Studien, beendete schließlich jedoch das Studium der Theologie, obwohl er als Hoferbe bestimmt war, allerdings erst nach dem Verlust aller seiner allernächsten Familienangehörigen. Die Priesterweihe erhielt Luschin am 26. August 1804 und war in der Folge zwischen 1806 und 1808 Kaplan der Stadtpfarre St. Egyd in Klagenfurt. Gleichzeitig setzte er seine Studien fort und erwarb sich gründliche Kenntnisse in orientalischen Sprachen (Hebräisch, Arabisch und Altsyrisch).
Ab 1807 konnte Luschin Vorlesungen aus orientalischen Sprachen und Bibelkunde in Wien hören und wurde 1813 zum Doktor der Theologie, 1818 zum Doktor der Philosophie promoviert. Nach seiner Berufung an die Universität (das Lyzeum) in Graz war er 1808 Professor für morgenländische Sprachen und Bibelstudien, 1815/16 dessen Rektor und 1819/20 Direktor der philosophischen Studien.
Aufgrund seiner fachlichen und Führungsqualitäten wurde er per Dekret vom 6. Jänner 1820 als k.k. Gubernialrat im Staatsdienst nach Innsbruck berufen, wobei er sich der Reorganisation des Kirchenwesens in Tirol widmete.

### Kirchliche Ämter
Dem folgte am 12. November 1823 auf Entscheidung von Kaiser Franz I./II. die Ernennung zum Fürstbischof von Trient, die von Papst Leo XII. am 24. Mai 1824 bestätigt wurde. Luschin wurde am 3. Oktober 1824 im Dom von Salzburg zum Bischof geweiht. Bereits in Trient war sein Wirken neben der »Überwindung des Josephinismus« und der Vorbereitung des Konkordats von 1855 von der Einrichtung wohltätiger Anstalten (Schulen, Spitäler, Anstalten für geistig behinderte Kinder) gekennzeichnet, wobei er auch sein persönliches Geld dafür einsetzte.
1834 wurde er zum Erzbischof von Lemberg berufen (Primas von Galizien und Lodomerien am Metropolitanstuhl von Lwiw), doch bat er umgehend um eine Versetzung. Bereits am 9. Jänner 1835 wurde er zum Fürsterzbischof von Görz ernannt und somit Primas von Illyrien, wozu ihn insbesondere die Kenntnis des Slowenischen und des Italienischen zusätzlich zum Deutschen qualifizierten. Nach der Bestätigung der Ernennung durch Papst Gregor XVI. trat er sein Amt am 22. August 1835 an. In seiner Amtszeit war er auch mit den Wirren des Revolutionsjahres 1848/1849 konfrontiert und forderte in einem gemeinsamen Memorandum der Bischöfe des Küstenlandes und von Krain/ Kranjska vom 17. Dezember 1848 an den Kremsierer Reichstag in Kremsier / Kroměříž die Unabhängigkeit und Autonomie der Kirche in organisatorischer und in territorialer Hinsicht. 1852 wurde ihm das Großkreuz des Leopoldordens verliehen. Sein Wirken im Erzbistum war von karitativer Tätigkeit gekennzeichnet, die er wiederum insbesondere aus seinen eigenen Mitteln bestritt, so dass er am 2. Mai 1854 unter großer Anteilnahme, aber fast mittellos starb.

### Wirken
Seine Verbundenheit zum Slowenischen und zu Kärnten unterstreicht Anton Martin Slomšek in seinem slowenischen Nekrolog, wo er etwa seine Unterstützung für den Hermagoras Verein (slowenisch Mohorjeva) hervorhebt und ihn als ersten „slowenischen Bischof“ aus Kärnten bezeichnet. Zudem wird Luschin in den Biografien des kärntnerslowenischen Landschaftsmalers Markus Pernhart, der aus derselben Gegend stammte, als dessen Gönner ausgewiesen. Insgesamt ist Luschins Ernennung zum Bischof 1824 im Zusammenhang mit weiteren Bischofsernennungen von Slowenen im selben Jahr bzw. in derselben Epoche zu sehen (Jakob Peregrin Paulitsch (* 1757; † 1827, Bischof von Gurk), Franz Xaver Kuttnar (* 1793; † 1846, Fürstbischof der Diözese Lavant) sowie von Ignaz Franz Zimmermann (26. Juli 1777 bis 28. September 1843, Bischof von Lavant)). Offensichtlich stellte einerseits die slowenische Ethnizität (noch) keinen Ausschließungsgrund für höhere Ämter dar. Andererseits sind eben diese Ernennungen ein Indikator für die gesellschaftliche Stellung des Slowenischen sowie des staatlichen Selbstverständnisses.